# Ước mơ lấp lánh
Ước mơ lấp lánh (tiếng Hàn: 반짝반짝 빛나는; Romaja: Banjjak Banjjak Bitnaneun;  Tiếng Anh: Twinkle Twinkle) hay còn có tên tiếng Việt khác là: Trên đỉnh danh vọng là một bộ phim truyền hình Hàn Quốc với sự góp mặt của Kim Hyun-joo, Lee Yoo-ri, Kim Suk-hoon và Kang Dong-ho. Bộ phim được phát sóng trên đài MBC từ 12 tháng 2 năm 2011 đến 14 tháng 8 năm 2011, vào lúc 20 giờ 40 phút các ngày Thứ bảy và Chủ Nhật hàng tuần với độ dài 54 tập.

## Nội dung
Ước mơ lấp lánh là một bộ phim gia đình nhẹ nhàng, vui vẻ và ấm áp, kể về câu chuyện của Han Jung-won (Kim Hyun-joo), một người phụ nữ một phụ nữ làm việc trong nhà xuất bản gia đình, thuần khiết trong suy nghĩ, kiên định và đam mê công việc.
Nhưng điều mà Jung-won không biết là do sơ suất của bệnh viện, cô đã bị hoán đổi với Hwang Geum-ran (Lee Yoo-ri). Sự nhầm lẫn này dẫn đến việc hai cô gái tráo đổi hoàn cảnh sống trong 2 gia đình có địa vị, điều kiện khác nhau, dẫn đến số phận khác nhau.
Geum-ran tìm mọi cách trở lại gia đình bố mẹ đẻ khi biết được sự thật, coi đây là cách thoát khỏi hoàn cảnh nghèo khó của gia đình bố mẹ nuôi. Dù đã quay lại được gia đình bố mẹ đẻ, nhưng với suy nghĩ rằng Jung-won đã chiếm đoạt những gì đáng ra phải là của cô, cộng thêm những trải nghiệm cay đắng trong quá khứ khiến Geum-ran vẫn day vò Jung-won. Còn Jung-won phải đối mặt với nhiều thử thách trên con đường của mình.

## Diễn viên
Diễn viên chính
- Kim Hyun-joo vai Han/Hwang Jung-won[6]
- Lee Yoo-ri vai Hwang/Han Geum-ran[7]
- Kim Suk-hoon vai Song Seung-joon
- Kang Dong-ho vai Kang Dae-beom

Gia đình Han
- Jang Yong vai Han Ji-woong
- Park Jung-soo vai Jin Na-hee
- Kim Hyung-beom vai Han Sang-won
- Park Yu-hwan vai Han Seo-woo[8]
- Jeon Soo-kyung vai Lee Eun-jung

Gia đình Hwang
- Go Doo-shim as Lee Kwon-yang
- Kil Yong-woo as Hwang Nam-bong
- Lee Ah-hyun as Hwang Tae-ran
- Han Ji-woo as Hwang Mi-ran
- Kim Sang-ho as Park Joong-hyuk
- Shin Soo-yeon as Park Ji-won

Diễn viên khác
- Kim Ji-young vai Go Eun-hye
- Jung Tae-woo vai Yoon Seung-jae
- Won Ki-joon vai Jegal Joon-soo
- Yoo Sa-ra vai Han Song-yi
- Gong Ki-tak vai Song Kwang-hee
- Kim Ji-seong vai Team leader
- Choi Su-rin vai Lee Ji-soo
- Im Chi-woo vai Kwang-soo
- Yoon Hee-seok vai Nam Sung-woo
- Joo Da-young vai Hye-rin
- Yoo Chae-yeong vai Pi Ba-da (khách mời)
- Kim Soo-hyun

## Giải thưởng và đề cử
| Năm  | Giải                      | Hạng mục                                                 | Recipient                    | Kết quả   |
| ---- | ------------------------- | -------------------------------------------------------- | ---------------------------- | --------- |
| 2011 | 4th Korea Drama Awards    | Phim truyền hình hay nhất                                | Twinkle Twinkle              | Đề cử     |
| 2011 | 4th Korea Drama Awards    | Nữ diễn viên xuất sắc nhất                               | Kim Hyun-joo                 | Đề cử     |
| 2011 | 4th Korea Drama Awards    | Nam diễn viên phụ xuất sắc nhất                          | Kim Sang-ho                  | Đề cử     |
| 2011 | 4th Korea Drama Awards    | Nữ diễn viên phụ xuất sắc nhất                           | Lee Yoo-ri                   | Đoạt giải |
| 2011 | 4th Korea Drama Awards    | Nam diễn viên mới xuất sắc nhất                          | Kang Dong-ho                 | Đề cử     |
| 2011 | MBC Drama Awards          | Phim truyền hình của năm                                 | Twinkle Twinkle              | Đề cử     |
| 2011 | MBC Drama Awards          | Nam diễn viên xuất sắc nhất phim truyền hình nhiều tập   | Kim Suk-hoon                 | Đoạt giải |
| 2011 | MBC Drama Awards          | Nữ diễn viên xuất sắc nhât phim truyền hình nhiều tập    | Kim Hyun-joo                 | Đoạt giải |
| 2011 | MBC Drama Awards          | Nữ diễn viên xuất sắc phim truyền hình nhiều tập         | Lee Yoo-ri                   | Đoạt giải |
| 2011 | MBC Drama Awards          | Giải vàng diễn xuất, nam diễn viên truyền hình nhiều tập | Kil Yong-woo                 | Đoạt giải |
| 2011 | MBC Drama Awards          | Diễn viên mới xuất sắc nhất                              | Kang Dong-ho                 | Đề cử     |
| 2011 | MBC Drama Awards          | Diễn viên mới xuất sắc nhất                              | Park Yu-hwan                 | Đề cử     |
| 2011 | MBC Drama Awards          | Kịch bản của năm                                         | Bae Yoo-mi                   | Đoạt giải |
| 2011 | MBC Drama Awards          | Nam diễn viên nổi tiếng                                  | Kim Suk-hoon                 | Đề cử     |
| 2011 | MBC Drama Awards          | Nữ diễn viên nổi tiếng                                   | Kim Hyun-joo                 | Đề cử     |
| 2011 | MBC Drama Awards          | Cặp đôi đẹp nhất                                         | Kim Suk-hoon và Kim Hyun-joo | Đề cử     |
| 2012 | 48th Baeksang Arts Awards | Đạo diễn xuất sắc nhất(TV)                               | Noh Do-chul                  | Đề cử     |
| 2012 | 48th Baeksang Arts Awards | Nữ diễn viên xuất sắc nhất (TV)                          | Kim Hyun-joo                 | Đề cử     |
| 2012 | 48th Baeksang Arts Awards | Nam diễn viên mới xuất sắc nhất (TV)                     | Kang Dong-ho                 | Đề cử     |

## Tỷ suất người xem
Trong bảng này,  Các số màu xanh thể hiện xếp hạng thấp nhất và  Các số màu đỏ thể hiện xếp hạng cao nhất.
| Ngày phát sóng | Tập | Toàn quốc   | Seoul       |
| -------------- | --- | ----------- | ----------- |
| 2011-02-12     | 1   | NR          | 8.6 (18th)  |
| 2011-02-13     | 2   | 8.3 (19th)  | 10.1 (17th) |
| 2011-02-19     | 3   | 8.7 (12th)  | 10.7 (10th) |
| 2011-02-20     | 4   | 8.2 (17th)  | 10.4 (13th) |
| 2011-02-26     | 5   | 9.8 (12th)  | 12.9 (8th)  |
| 2011-02-27     | 6   | 10.7 (14th) | 13.2 (9th)  |
| 2011-03-05     | 7   | 11.4 (9th)  | 14.0 (6th)  |
| 2011-03-06     | 8   | 11.2 (12th) | 13.7 (7th)  |
| 2011-03-12     | 9   | 10.4 (12th) | 13.0 (8th)  |
| 2011-03-13     | 10  | 13.0 (7th)  | 16.2 (6th)  |
| 2011-03-19     | 11  | 11.8 (8th)  | 14.8 (6th)  |
| 2011-03-20     | 12  | 12.3 (8th)  | 15.1 (6th)  |
| 2011-03-26     | 13  | 13.3 (5th)  | 16.3 (5th)  |
| 2011-03-27     | 14  | 14.1 (5th)  | 18.0 (4th)  |
| 2011-04-02     | 15  | 13.1 (4th)  | 16.5 (3rd)  |
| 2011-04-03     | 16  | 13.5 (6th)  | 17.1 (5th)  |
| 2011-04-09     | 17  | 12.8 (5th)  | 17.6 (4th)  |
| 2011-04-10     | 18  | 14.8 (5th)  | 19.0 (3rd)  |
| 2011-04-16     | 19  | 13.6 (3rd)  | 17.2 (2nd)  |
| 2011-04-17     | 20  | 13.8 (5th)  | 16.9 (5th)  |
| 2011-04-23     | 21  | 14.0 (3rd)  | 17.8 (2nd)  |
| 2011-04-24     | 22  | 15.4 (3rd)  | 19.2 (3rd)  |
| 2011-04-30     | 23  | 13.2 (5th)  | 15.5 (5th)  |
| 2011-05-01     | 24  | 14.3 (4th)  | 17.1 (3rd)  |
| 2011-05-07     | 25  | 14.3 (2nd)  | 17.0 (3rd)  |
| 2011-05-08     | 26  | 15.5 (3rd)  | 18.9 (2nd)  |
| 2011-05-14     | 27  | 15.7 (2nd)  | 19.3 (2nd)  |
| 2011-05-15     | 28  | 16.8 (2nd)  | 20.4 (2nd)  |
| 2011-05-21     | 29  | 13.9 (5th)  | 17.8 (4th)  |
| 2011-05-22     | 30  | 17.1 (2nd)  | 19.7 (2nd)  |
| 2011-05-28     | 31  | 15.7 (4th)  | 18.9 (3rd)  |
| 2011-05-29     | 32  | 16.7 (3rd)  | 20.2 (2nd)  |
| 2011-06-04     | 33  | 16.3 (2nd)  | 18.3 (3rd)  |
| 2011-06-05     | 34  | 16.5 (3rd)  | 18.1 (2nd)  |
| 2011-06-11     | 35  | 16.6 (3rd)  | 19.3 (2nd)  |
| 2011-06-12     | 36  | 18.6 (3rd)  | 22.7 (3rd)  |
| 2011-06-18     | 37  | 17.6 (3rd)  | 21.0 (2nd)  |
| 2011-06-19     | 38  | 19.1 (3rd)  | 22.3 (3rd)  |
| 2011-06-25     | 39  | 19.8 (2nd)  | 23.2 (1st)  |
| 2011-06-26     | 40  | 18.1 (4th)  | 21.1 (4th)  |
| 2011-07-02     | 41  | 18.8 (3rd)  | 21.6 (3rd)  |
| 2011-07-03     | 42  | 20.6 (3rd)  | 26.2 (2nd)  |
| 2011-07-09     | 43  | 20.5 (2nd)  | 24.2 (1st)  |
| 2011-07-10     | 44  | 20.4 (3rd)  | 24.7 (2nd)  |
| 2011-07-16     | 45  | 18.0 (3rd)  | 21.4 (3rd)  |
| 2011-07-17     | 46  | 20.3 (3rd)  | 24.3 (3rd)  |
| 2011-07-23     | 47  | 17.6 (2nd)  | 21.4 (2nd)  |
| 2011-07-24     | 48  | 19.0 (2nd)  | 22.8 (2nd)  |
| 2011-07-30     | 49  | 19.9 (2nd)  | 24.2 (1st)  |
| 2011-07-31     | 50  | 19.5 (2nd)  | 24.5 (2nd)  |
| 2011-08-06     | 51  | 22.1 (1st)  | 26.3 (1st)  |
| 2011-08-07     | 52  | 21.7 (1st)  | 23.9 (1st)  |
| 2011-08-13     | 53  | 19.9 (1st)  | 23.4 (1st)  |
| 2011-08-14     | 54  | 19.4 (2nd)  | 22.3 (2nd)  |

Source: TNS Media Korea

## Tham chiếu
1. ↑  "Kim Hyun-joo and Lee Yu-ri pose at a press event for their new TV soap Twinkle Twinkle in Goyang, Gyeonggi Province on Thursday". The Chosun Ilbo. ngày 11 tháng 3 năm 2011. Bản gốc lưu trữ ngày 20 tháng 10 năm 2021. Truy cập ngày 28 tháng 7 năm 2013.
2. ↑  Hong, Lucia (ngày 8 tháng 8 năm 2011). "Twinkle Twinkle rises to top spot on weekly TV charts". 10Asia. Truy cập ngày 28 tháng 7 năm 2013.
3. ↑  Lee, Ga-on (ngày 1 tháng 2 năm 2011). "Lineup of Korean dramas for the 1st half of 2011". 10Asia. Truy cập ngày 28 tháng 7 năm 2013.
4. ↑  "MBC TV miniseries Twinkle Twinkle and Can You Hear My Heart draw the most viewers among weekend TV dramas". MBC Global Media. ngày 11 tháng 5 năm 2011. Truy cập ngày 28 tháng 7 năm 2013.
5. ↑  Kim, Sun-young (ngày 14 tháng 2 năm 2011). "REVIEW: MBC TV series Twinkle Twinkle - 1st episode". 10Asia. Truy cập ngày 28 tháng 7 năm 2013.
6. ↑  Kang, Seung-hun (ngày 24 tháng 12 năm 2010). "Actress Kim Hyun-joo cast in new MBC drama". 10Asia. Truy cập ngày 28 tháng 7 năm 2013.
7. ↑  Wee, Geun-woo (ngày 5 tháng 8 năm 2011). "Actress Lee Yu-ri's Song Picks". 10Asia. Truy cập ngày 28 tháng 7 năm 2013.
8. ↑  Hong, Lucia (ngày 7 tháng 1 năm 2011). "JYJ Yuchun's brother cast in upcoming weekend drama". 10Asia. Truy cập ngày 28 tháng 7 năm 2013.
9. ↑  "Winners of the 2011 Korea Drama Awards". Korea Tourism Organization. ngày 10 tháng 10 năm 2011. Bản gốc lưu trữ ngày 8 tháng 3 năm 2012. Truy cập ngày 4 tháng 2 năm 2014.
10. ↑  Hong, Lucia (ngày 2 tháng 1 năm 2012). "The Greatest Love snags 7 honors at 2011 MBC Drama Awards". 10Asia. Truy cập ngày 28 tháng 7 năm 2013.